# Białoruska Rada Zaufania
Białoruska Rada Zaufania (biał. Беларуская рада даверу) – kolaboracyjny organ białoruski przy niemieckich władzach okupacyjnych podczas II wojny światowej
Rada została powołana 27 czerwca 1943 r. w okupowanym Mińsku z inicjatywy gauleitera Wilhelma Kube. Stanowiło to kontynuację jego polityki probiałoruskiej. W skład Rady wchodziło 16 członków. Byli to m.in. burmistrz Mińska Wacław Iwanowski jako przewodniczący, Jerzy Sobolewski, K. Huło, S. Cytowicz, U. Kozieł, W. Trachimowicz, C. Horhenhaimer, I. Duszeuski, I. Haliak, N. Abramawa, M. Hańko. K. Rabuszka, A. Kałubowicz. Rada miała kompetencje doradcze w stosunku do niemieckich władz okupacyjnych. Zajmowała się reprezentowaniem ludności białoruskiej, sprawami kulturalnymi i oświatowymi, samopomocą, a także wypracowaniem metod walki z partyzantką. W grudniu 1943 r. Białoruska Rada Zaufania przekształciła się w Białoruską Radę Centralną.